# قنا متراص
القنا المُتَراصّ هو نوع من جنس القنا، ينتمي إلى الفصيلة القنوية، يتوزع بين جنوب البرازيل وشمال الأرجنتين. استقدم إلى إنجلترا من أمريكا الجنوبية عام 1820. لا ينبغي الخلط بينه وبين القنا الهندي.